# Pavlovskij rajon (Oblast' di Ul'janovsk)
Il Pavlovskij rajon (in russo Павловский район?) è un rajon dell'Oblast' di Ul'janovsk, nella Russia europea, il cui capoluogo è Pavlovka, e ricopre una superficie di 1.017,6 chilometri quadrati.